# آني بيكر
آني بيكر (بالإنجليزية: Annie Baker)‏ هي كاتبة مسرحية أمريكية، ولدت في أبريل 1981 في بوسطن في الولايات المتحدة.

## وصلات خارجية
- آني بيكر على موقع IMDb (الإنجليزية)
- آني بيكر على موقع الموسوعة البريطانية (الإنجليزية)
- آني بيكر على موقع قاعدة بيانات برودواي على الإنترنت (الإنجليزية)